# Microthoracius mazzai
Microthoracius mazzai är en insektsart som beskrevs av Werneck 1932. Microthoracius mazzai ingår i släktet Microthoracius och familjen Microthoraciidae. Inga underarter finns listade i Catalogue of Life.